# Karl-Arthur Apitzsch
Karl-Arthur Apitzsch (25 de outubro de 1920 - 1 de janeiro de 1943) foi um oficial alemão que serviu na  durante a Segunda Guerra Mundial. Foi condecorado com a Cruz de Cavaleiro da Cruz de Ferro.